# Daphne Matziaraki
Daphne Matziaraki é uma cineasta, escritora e produtora cinematográfica grega. Como reconhecimento, foi nomeada ao Oscar 2017 na categoria de Melhor Documentário em Curta-metragem por 4.1 Miles.